# Rödbo kyrka
Rödbo kyrka är en kyrkobyggnad som sedan 2010 tillhör Tuve-Säve församling (tidigare Rödbo församling) i Göteborgs stift. Den ligger i stadsdelen Rödbo, på nordligaste spetsen av Hisingen, i Göteborgs kommun.

## Kyrkplatsen
Träkyrkan ligger på en begravningsplats, som började anläggas omkring år 1900, i ett skogsområde vid Vedbackavägen 50, mellan motorvägar och andra vägar. Den ligger tämligen nära en mycket äldre begravningsplats, som också låg i Vedbackaområdet.

## Historisk bakgrund

### Tidigare egen kyrka
Från början fanns en träkyrka i Rödbo socken och den byggdes upp på 1500-talet. Men den brändes ner 1643 eller 1645 av den svenska armén vid ett anfall mot Bohus fästning, under den så kallade Hannibalsfejden 1643. Denna kyrka skall vid den tiden redan ha varit en förfallen träkyrka och därför restes ingen ny kyrka på platsen. Uppgifterna är dock inte verifierade av mer än en källa.
Därefter förlade socknens kyrkobesökare sina besök till Kungälvs kyrka, som därefter istället blev socknens sockenkyrka (och socknen kom efter hand att stundom kallas Kungälvs socken eller Kungälvs landsförsamling).

### Gemensam kyrka med Kungälvs församling
Rödbo församling saknade alltså länge egen kyrka, men fick dela församlingskyrka (sockenkyrka) och gudstjänstlokal med Kungälvs församling. Begravningar på församlingens egen kyrkogård fick förrättas under bar himmel. På frivillig väg startades därför en insamling för att uppföra ett gravkapell på Rödbo kyrkogård.

### Egen begravningsplats
Socknen hade haft en egen begravningsplats under lång tid och den kallades Vedbacka kyrkogård. Den finns bland annat utritad på en karta över Vedbacka från 1734, där den tillhörande texten lyder: "Ähr Kongelfs Sockenboars Kyrkiogaard af ålder". Denna ligger ännu kvar på ursprunglig plats. Dess nuvarande utseende härrör troligtvis från mitten till slutet av 1800-talet. 1884 anskaffades järngrindar till entrén, troligtvis de grindar som finns där än idag.

### Rödbo nya kyrkogård
Efter sekelskiftet 1900 visade det sig att kyrkogården vid Vedbacka inte längre räckte till och möjligheterna att utvidga begravningsplatsen var också helt utnyttjade. Det beslöts därför att en ny kyrkogård skulle anläggas uppe på en platå ungefär 150 meter sydväst om den gamla kyrkogården. Rödbo kyrkogård är en av de yngsta kyrkogårdarna inom Göteborgs samfällighet. Den invigdes år 1906. Att döma av en lantmäterikarta från 1838-1839 bör socknens kolerakyrkogård ha legat inom den nuvarande kyrkogårdens område, någonstans norr om kyrkan.

### Kommunsammanslagning och renovering 1952
Före 1952 utgjorde Rödbo en egen kommun. Församlingen hade dock alltså haft gemensam kyrka med Kungälv sedan 1600-talets mitt. Mellan 1952 och 1973 hörde Rödbo församling till Kungälvs stad och Kungälvs pastorat (församlingen hörde dock till Älvsyssels södra kontrakt som Kungälvs församling, fram till 1974 då den överfördes till Säve pastorat och Hisings kontrakt ). I samband med kommunsammanslagningen genomfördes en renovering av kapellet.

### Kyrkogårdsutvidgning 1955-1956

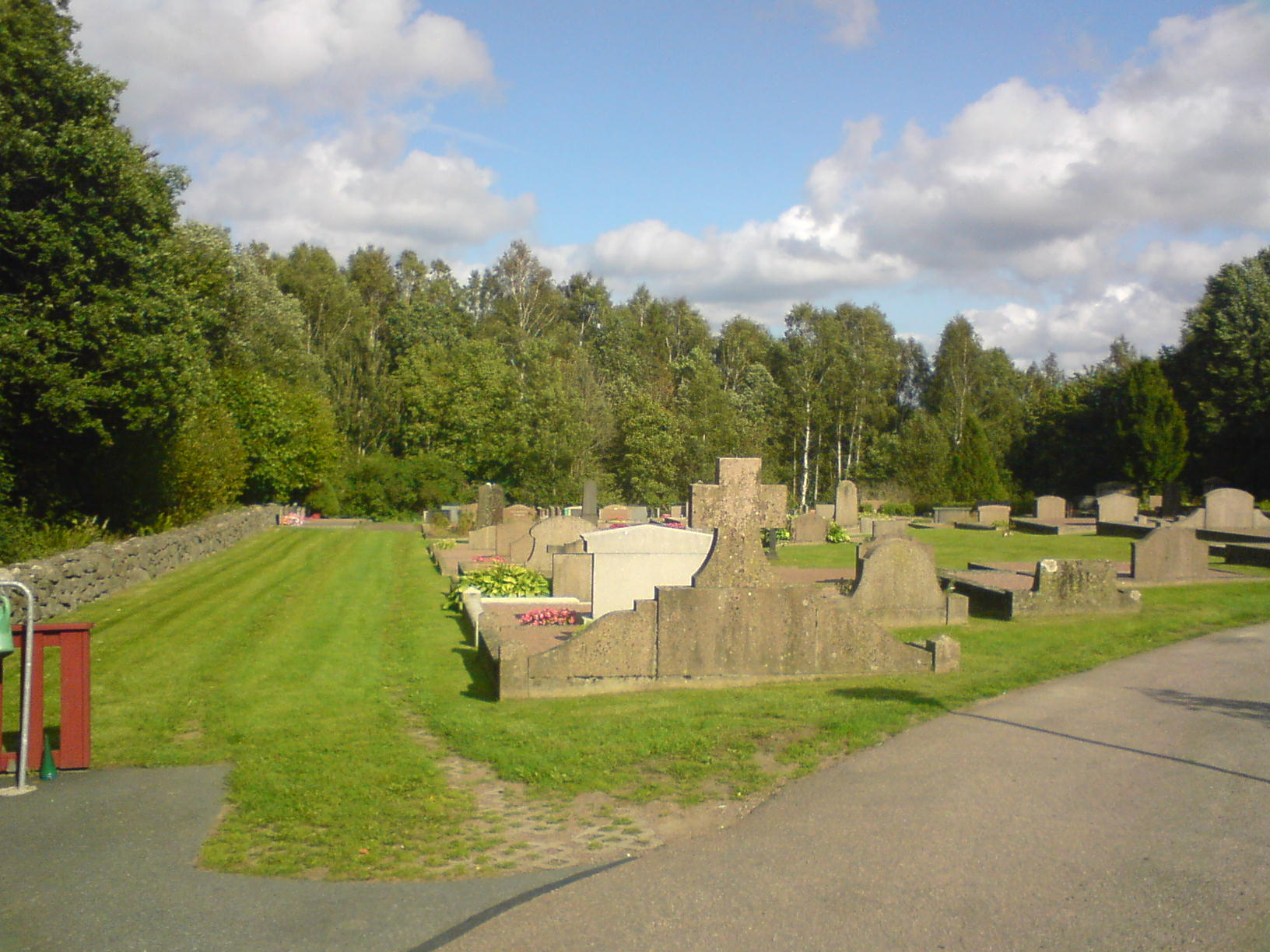
Kyrkogården.

Åren 1955-1956 utvidgades kyrkogården med ett större område åt öster. För utformningen av den nya delen svarade trädgårdsarkitekten Bengt Thorpert, från Uddevalla. Murarna lades av ohuggen sten i likhet med den gamla kyrkogårdens. Ovansidan täcktes med torv och planterades med sedum. Muren som tidigare utgjorde gräns mellan den gamla och den nya kyrkogården togs bort och stenen återanvändes vid uppförandet av de nya murarna. Kyrkogården omfattar 0,7 hektar och har 345 gravar.

### Kommunbyte 1974 och upphöjandet av kapellet till församlingskyrka
Den 1 januari 1974 uppgick Rödbo församling i Göteborgs kommun och Rödbo kyrka och församling kom att höra till Säve pastorat. Innan dess hade församlingen tillhört Kungälvs stad en tid eller ännu tidigare varit dess landsförsamling och tillhört Kungälvs domsaga.
I samband med kommunbytet genomfördes också en större renovering av kapellet. Den 28 september 1974 invigdes kyrkan till församlingskyrka.

## Byggnadshistoria och byggnadsbeskrivning

### Kort byggnadsbeskrivning
Rödbo kyrka är en (något mindre) enskeppig salkyrka byggd på en grund av betong. Den har en stomme av trä i form av restimmer (stolpvirke) och det täcks helt av en gulmålad fasad av träpanel, en så kallad locklistpanel av spontade, ohyvlade bräder och läkter. Både långhus och torn har ett varsitt sadeltak, där tornet är något högre (cirka 1 meter högre) än långhuset. Tornet är indraget i långhuset och höjer sig över långhusets tak.
Koret är placerat i söder och tornet i norr. Kyrkorummet har ett lackat furugolv som troligtvis har sitt ursprung i renoveringen 1974. De ursprungliga bänkarna är ersatta med lösa stolar, sannolikt från 1974.
Rödbo kyrka har tillförts en rad inventarier (se nedan) från Bergsjöns vandringskyrka samt från Lillhagens kyrka. Även detta skedde sannolikt i samband med att kapellet omvandlades till församlingskyrka.

### Ritningar över det nya kapellet
Ritningar över ett nytt gravkapell i Rödbo utarbetades under 1920-talets andra hälft av arkitekt Gustaf Ljungman från Göteborg. Då kyrkogården anlades hade en liten grandunge sparats, eventuellt med tanke på ett kommande gravkapell, och denna plats togs nu i bruk. Ritningarna förenklades ganska mycket innan byggnationen inleddes, bland annat minskades byggnadens volym. Dessutom slopades orgelläktare, predikstol och sakristia.

### Träkyrkans (begravningskapellets) uppförande 1929
Kapellet uppfördes år 1929 och medel till bygget hade samlats in på frivillig väg. Detta var sluttampen på byggnationen av begravningsplatsen, som hade påbörjats redan omkring år 1900.
Enligt en arbetsbeskrivning från 1927 skulle kapellet byggas upp på ett golv av betong i form av en stomme av stolpvirke, vilken kläddes med träpanel av spontade, ohyvlade bräder.

### Ursprunglig färgsättning
Väggarna målades sedan med slam- eller kreosotfärg i ljust grått, medan pilastrar, gavelfält, dörrar och fönster fick mörkare färgtoner. På takstolarna av "halvrent" virke lades asfalttakpapp, dubbelläkt och däröver enkupigt (med en våg) taktegel. Korets yttertak täcktes med svartmålad plåt. Tegelmurverket slammades, skorstenen putsades med kalkbruk.
Invändigt målades väggarna med slam- eller hartsoljefärg i ljust grått med svag marmorering. Kapitäl och listverk gjordes något mörkare. Bänkar, dörrar och fönster ströks med halvmatt oljefärg i "harmonierande färgtoner". Taket slamfärgades i en blågrå ton.

### Senare förändringar. Församlingskyrka och första vanliga gudstjänsten
Kapellet renoverades första gången 1952 och sedan återigen 1974.
Första gången kapellet kom att användas för en vanlig gudstjänst var på nyårsdagen 1974. Därefter renoverades det ursprungliga begravningskapellet och återinvigdes den 28 september 1974, nu istället som församlingskyrka och kallas sedan dess Rödbo kyrka.
Invigningshögtiden förrättades av kontraktsprost Stig Hansson och assisterande präster var kyrkoherdarna Algot Erlandsson och Sven Vidhall, komminister Gunnar Stenbäck samt kyrkoadjunkterna Baltzar Härenstam och Ingemar Svenungsson. Solosång framfördes av Elisabeth Lindqvist och kantor var Sune Hermansson.
2004 målades kyrkan om utvändigt (den var tidigare gulmålad).

## Kyrkans inventarier
- Altaret pryds av ett förgyllt träkors.[6]
- Predikstol, altarring och dopfunt[6] överfördes från Bergsjöns vandringskyrka.[6][1]
- Stånduret, (golvuret) och votivskeppet har förut varit placerade i kapellet på Lillhagens sjukhus.
- Ljuskronor och lampetter anskaffades 1952.
- År 1963 skänkte CKF-avdelningen i Rödbo en altarduk i linne med handknypplad spets samt ett handbroderat predikstolskläde.[6]

### Klocka
Kyrkklockan, som hänger i det låga tornet invigdes Annandag pingst 1950 av kontraktsprosten Ivar Rhedin från Säve församling. Den är gjuten 1950 av K.G. Bergholtz. och väger 420 kg. Den bär inskriptionen: 
Lyktad arbetsdag malmtunga klockans slag,
Ordet ur helig Skrift, talar vid öppnad grift.
Levnadens tid är kort, spill den i synd ej bort,
Sök Herrens nåd i tid, att Du må dö i frid!

### Orgel
Kyrkorgeln är byggd av 1977 av John Grönvalls orgelbyggeri. Den har 5 1/2 stämmor fördelade på en manual och bihangspedal.